# 班方
班方是商朝东边的方国，约在今山東省沂南县东南一带。
班方是商朝东边的一个方国，与商为敌。为了解除边患，商朝第13位商王河亶甲于在位的第四年，征调大批军队，亲自率领，首先进攻蓝夷，五年，侁人入於班方。河亶甲又派彭伯、韋伯率领军队攻打班方，侁人來朝觐商朝。